# Basionym
Basionym är inom botaniken den synonym som gällande namn baseras på. Motsvarande term inom zoologi är protonym.

## Exempel
Kaktusen Nattens drottning beskrevs första gången av Linné som Cactus grandiflorus. Senare forskning visade att arten behövde "flyttas" till ett annat släkte och fick namnet Selenicereus grandiflorus av botanisterna Britton och Rose. Linnés namn är basionym till detta nya namn.
Det nya namnet citeras Selenicereus grandiflorus (L.) Br. & R. som visar att Britton och Rose publicerat namnet, men att det baseras på ett tidigare namn av Linné.